# Idaea corrigata
Idaea corrigata är en fjärilsart som beskrevs av Fabricius 1781. Idaea corrigata ingår i släktet Idaea och familjen mätare. Inga underarter finns listade i Catalogue of Life.